# Dakota Johnson
Dakota Mayi Johnson (Austin, 4 ottobre 1989) è un'attrice e modella statunitense.
È nota principalmente per aver vestito i panni di Anastasia Steele nella saga cinematografica iniziata con Cinquanta sfumature di grigio, tratta dai romanzi della scrittrice britannica E. L. James, grazie al cui ruolo ottiene nel 2016 un People's Choice Award all'attrice preferita in un film drammatico.

## Biografia
Nata ad Austin, in Texas, è figlia degli attori Don Johnson e Melanie Griffith e nipote dell'attrice Tippi Hedren; i suoi genitori hanno divorziato quando aveva 7 anni. Dakota ha due fratellastri da parte di madre e quattro da parte di padre. Ha studiato alla Aspen Community School ad Aspen, in Colorado, la Santa Catalina School di Monterey e infine la New Roads School di Santa Monica. Già da bambina inizia ad interessarsi alla carriera di modella, a dodici anni, assieme ad altri figli di celebrità ha posato per un servizio fotografico per Teen Vogue. Nel 2015 posa per la rivista statunitense Elle.
Nel 1999, all'età di dieci anni, debutta come attrice nel film Pazzi in Alabama, dove lei e la sorellastra Stella Banderas hanno interpretato le figlie di un personaggio interpretato a sua volta dalla loro vera madre Melanie Griffith. Il film è stato diretto dal patrigno Antonio Banderas. Nel 2006 è stata votata Miss Golden Globe e firma un contratto con la IMG Models. Nel 2009 è il volto della linea di jeans del marchio Mango. Dopo il diploma firma un contratto con la William Morris Agency e inizia la sua carriera d'attrice. Nel 2010 ottiene un piccolo ruolo in The Social Network di David Fincher, dove interpreta una scena al fianco di Justin Timberlake. Successivamente è apparsa in Beastly, Goats, The Five-Year Engagement e 21 Jump Street, adattamento cinematografico dell'omonima serie televisiva. Televisivamente si è fatta notare come protagonista della serie televisiva Ben and Kate, cancellata dopo una sola stagione, andata in onda dal settembre 2012 al gennaio 2013 su Fox.
Nel settembre 2013 viene scelta per interpretare il personaggio di Anastasia Steele nella versione cinematografica del best seller Cinquanta sfumature di grigio della scrittrice E. L. James, accanto a Jamie Dornan nel ruolo di Christian Grey. Il film ha debuttato nelle sale americane il giorno di San Valentino e in Italia il 12 febbraio 2015. Ha partecipato anche al videoclip della colonna sonora che accompagna i titoli di coda del film Earned It, di The Weeknd e diretto dalla stessa regista del film Sam Taylor-Johnson. Nello stesso anno recita al fianco di Johnny Depp nel biopic Black Mass - L'ultimo gangster di Scott Cooper ed è tra i protagonisti del film A Bigger Splash, thriller diretto da Luca Guadagnino; entrambi i film sono stati presentati alla 72ª Mostra internazionale d'arte cinematografica di Venezia. Vince i People's Choice Awards 2016 nella categoria "Favorite dramatic movie actress" per il ruolo di Anastasia Steele in Cinquanta sfumature di grigio.
Nel 2016 è protagonista della pellicola comica Single ma non troppo, accanto a Rebel Wilson, Alison Brie e Leslie Mann. Nel febbraio 2017 torna a vestire nuovamente i panni di Anastasia Steele nel sequel Cinquanta sfumature di nero. Nell'agosto del 2017 viene scelta da Gucci come testimonial della nuova fragranza Bloom, accanto alle modelle Hari Nef e Petra Collins, e da Intimissimi per la campagna insideandout, accanto alla modella Irina Shayk, l'ex tennista Ana Ivanović e l'imprenditrice Ella Mills. Nel febbraio 2018 torna a vestire i panni di Anastasia Steele nell'ultimo capitolo della saga: Cinquanta sfumature di rosso.
Successivamente ritrova Luca Guadagnino per il remake di Suspiria dove interpreta la protagonista Susie Bannon, ruolo che, come da lei stessa dichiarato in seguito, la costringe ad andare in terapia, sia per le condizioni difficili dei luoghi in cui è stata girata la pellicola, sia per lo stress accumulato durante la saga di Cinquanta sfumature.
Nel febbraio 2022 è stata scelta per interpretare il ruolo di Madame Web, protagonista dell'omonimo film del Sony's Spider-Man Universe (diretto da S. J. Clarkson), uscito nel febbraio 2024. Nel 2025 recita nella commedia romantica Material Love, accanto a Pedro Pascal e Chris Evans, per la regia di Celine Song.

## Vita privata
Johnson ha frequentato Matthew Hitt, cantante della band indie rock gallese Drowners, per quasi due anni fino al 2016.
Dall'ottobre del 2017 al maggio 2025 ha avuto una relazione con il musicista Chris Martin.

## Filmografia

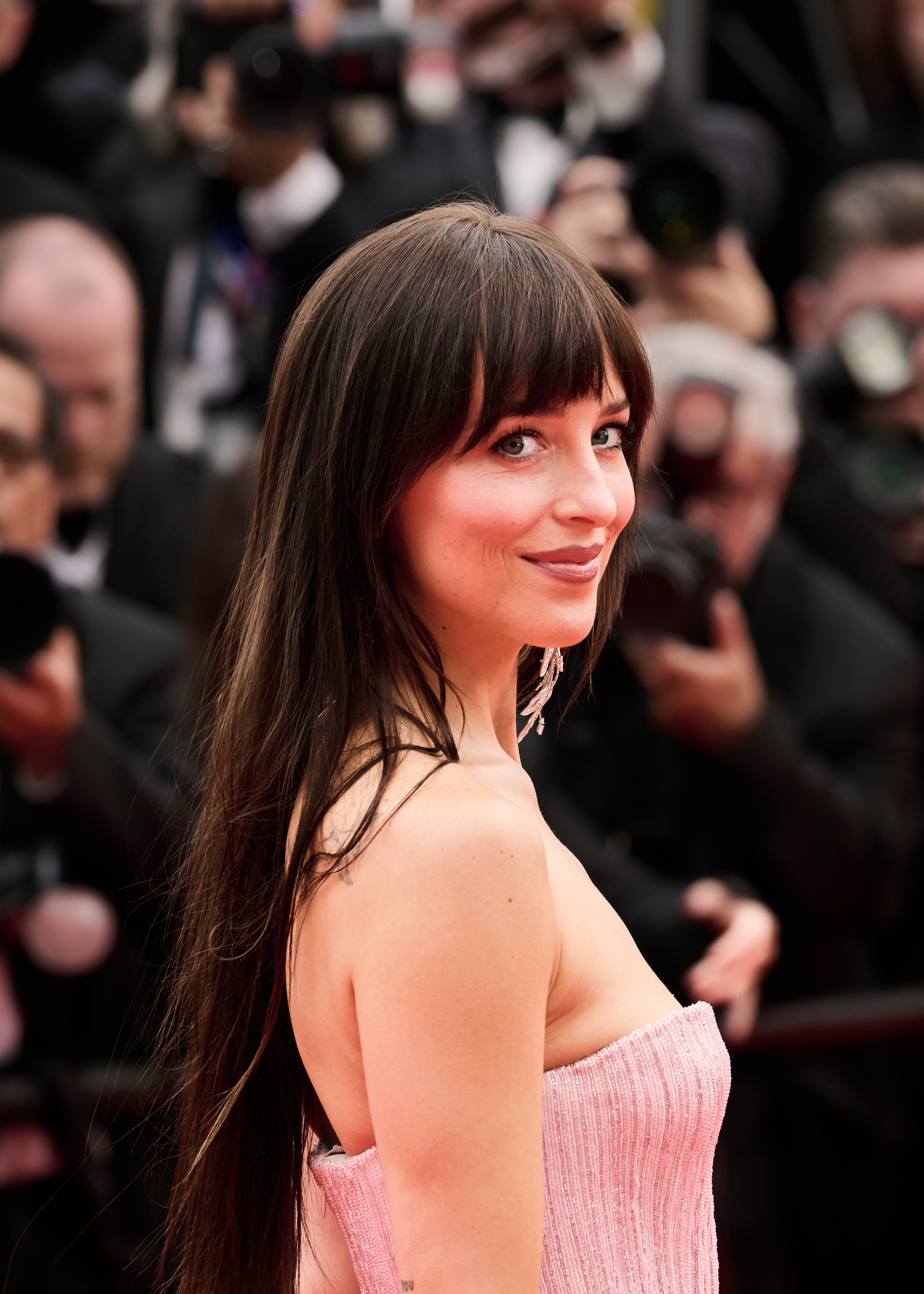
Dakota Johnson al Festival di Cannes 2025

### Attrice

#### Cinema
- Pazzi in Alabama (Crazy in Alabama), regia di Antonio Banderas (1999)
- The Social Network, regia di David Fincher (2010)
- Beastly, regia di Daniel Barnz (2011)
- For Ellen, regia di So Yong Kim (2012)
- 21 Jump Street, regia di Phil Lord e Chris Miller (2012)
- Goats, regia di Christopher Neil (2012)
- The Five-Year Engagement, regia di Nicholas Stoller (2012)
- Date and Switch, regia di Chris Nelson (2014)
- Need for Speed, regia di Scott Waugh (2014)
- Cymbeline, regia di Michael Almereyda (2014)
- Cinquanta sfumature di grigio (Fifty Shades of Grey), regia di Sam Taylor-Johnson (2015)
- Chloe and Theo, regia di Ezna Sands (2015)
- Black Mass - L'ultimo gangster (Black Mass), regia di Scott Cooper (2015)
- A Bigger Splash, regia di Luca Guadagnino (2015)
- Vale, regia di Alejandro Amenábar (2015) - cortometraggio
- In a Relationship, regia di Sam Boyd (2015) - cortometraggio
- Single ma non troppo (How to Be Single), regia di Christian Ditter (2016)
- Cinquanta sfumature di nero (Fifty Shades Darker), regia di James Foley (2017)
- Cinquanta sfumature di rosso (Fifty Shades Freed), regia di James Foley (2018)
- Suspiria, regia di Luca Guadagnino (2018)
- 7 sconosciuti a El Royale (Bad Times at the El Royale), regia di Drew Goddard (2018)
- In viaggio verso un sogno - The Peanut Butter Falcon (The Peanut Butter Falcon), regia di Tyler Nilson e Michael Schwartz (2019)
- Wounds, regia di Babak Anvari (2019)
- L'amico del cuore (Our Friends), regia di Gabriela Cowperthwaite (2019)
- L'assistente della star (The High Note), regia di Nisha Ganatra (2020)
- La figlia oscura (The Lost Daughter), regia di Maggie Gyllenhaal (2021)
- Am I OK?, regia di Stephanie Allynne e Tig Notaro (2022)
- Persuasione (Persuasion), regia di Carrie Cracknell (2022)
- Cha Cha Real Smooth, regia di Cooper Raiff (2022)
- Una notte a New York (Daddio), regia di Christy Hall (2023)
- Madame Web, regia di S. J. Clarkson (2024)
- Material Love (Materialists), regia di Celine Song (2025)

#### Televisione
- Ben and Kate – serie TV, 16 episodi (2012-2013)
- The Office – serie TV, episodio 9x23 (2013)

#### Videoclip
- Earned It - The Weeknd (2015)
- Love Me like You Do - Ellie Goulding (2015)

## Riconoscimenti
- BAFTA
  - 2016 – Candidatura alla migliore stella emergente per Cinquanta sfumature di grigio e Black Mass - L'ultimo gangster

- MTV Movie Awards
  - 2016 – Candidatura alla miglior bacio per Cinquanta sfumature di grigio

- Hollywood Film Award
  - 2010 – Miglior cast per The Social Network

- People's Choice Award
  - 2015 – Miglior attrice drammatica preferita per Cinquanta sfumature di grigio

- Razzie Award
  - 2016 – Peggior attrice protagonista per Cinquanta sfumature di grigio
  - 2016 – Peggior coppia per Cinquanta sfumature di grigio (condiviso con Jamie Dornan)
  - 2017 – Candidatura alla peggior attrice protagonista per Cinquanta sfumature di nero
  - 2024 – Peggior attrice protagonista per Madame Web

- San Diego Film Critics Society Awards
  - 2010 – Candidatura al miglior cast per The Social Network

- Screen Actors Guild Award
  - 2011 – Candidatura alla miglior cast cinematografico per The Social Network

- Washington DC Area Film Critics Association Awards
  - 2010 – Candidatura al miglior cast per The Social Network

## Doppiatrici italiane
Nelle versioni in italiano delle opere in cui ha recitato, Dakota Johnson è stata doppiata da:
- Veronica Puccio in The Social Network, Cinquanta sfumature di nero, Cinquanta sfumature di rosso, Wounds, L'assistente della star, L'amico del cuore, La figlia oscura, Cha Cha Real Smooth, Persuasione, Una notte a New York, Madame Web
- Rossa Caputo in Cinquanta sfumature di grigio, A Bigger Splash, Single ma non troppo, 7 sconosciuti a El Royale, Suspiria, Am I OK?
- Gea Riva in In viaggio verso un sogno - The Peanut Butter Falcon, Material Love
- Chiara Gioncardi in Beastly
- Monica Bertolotti in The Five-Year Engagement
- Domitilla D'Amico in Need for Speed
- Valentina Perrella in Chloe and Theo
- Valentina Favazza in Black Mass - L'ultimo gangster
- Anna Cugini in Ben and Kate